# Running with Scissors (álbum)
Running with Scissors é o décimo álbum do músico norte-americano "Weird Al" Yankovic, lançado em 1999 pela gravadora Volcano Records. Foi o primeiro disco desde a cirurgia LASIK de Yankovic, após a qual ele mudou o visual pelo qual se tornou famoso, tendo parado de usar óculos e retirado o bigode.
O encarte do CD continha apenas metade das letras de "Albuquerque", canção de mais de dez minutos. O final do encarte contém, ao invés da letra, um pedido de desculpas do próprio "Weird Al", lamentando não ter sido possível colocar a letra completa.
Duas paródias foram recusadas para esse álbum: "Free Delivery", paródia do hit de Celine Dion "My Heart Will Go On"; e "Fast Food", paródia do hit de Alanis Morissette "Thank U".

## Faixas
| Faixa | Nome                                                                              | Duração | Paródia de                                                 | Descrição |
| ----- | --------------------------------------------------------------------------------- | ------- | ---------------------------------------------------------- | --- |
| 1     | "The Saga Begins" (A Saga Começa)                                                 | 5:27    | "American Pie" por Don McLean                              | Sátira do enredo de Star Wars Episódio I: A Ameaça Fantasma sob o ponto de vista de Obi-Wan Kenobi. |
| 2     | "My Baby's in Love with Eddie Vedder" (Meu Amor Está Apaixonado por Eddie Vedder) | 3:25    | Zydeco                                                     | Os problemas de se ter uma namorada obcecada por Eddie Vedder, vocalista da banda Pearl Jam. |
| 3     | "Pretty Fly for a Rabbi" (Bem legal (para um Rabino)                              | 3:02    | "Pretty Fly (For a White Guy)" por The Offspring           | Sobre um rabino. |
| 4     | "The Weird Al Show Theme" (A Canção Tema de "The Weird Al Show")                  | 1:14    | Original                                                   | O tema de abertura do programa televisivo de "Weird Al", chamado "The Weird Al Show". |
| 5     | "Jerry Springer"                                                                  | 2:46    | "One Week" por Barenaked Ladies                            | Sobre o programa The Jerry Springer Show e seus títulos, eventos e absurdos. |
| 6     | "Germs" (Germes)                                                                  | 4:38    | Nine Inch Nails                                            | Sobre o medo que o narrador tem de germes. |
| 7     | "Polka Power" (O Poder Da Polca)                                                  | 4:21    | Uma das Polka Medleys                                      | Inclui trechos das seguintes canções: - "Wannabe" por Spice Girls - "Flagpole Sitta" por Harvey Danger - "Ghetto Supastar (That Is What You Are)" por Pras, Ol' Dirty Bastard e Mýa - "Everybody (Backstreet's Back)" por Backstreet Boys - "Walkin' on the Sun" por Smash Mouth - "Intergalactic" por Beastie Boys - "Tubthumping" por Chumbawamba - "Ray of Light" por Madonna - "Push" por Matchbox Twenty - "Semi-Charmed Life" por Third Eye Blind - "The Dope Show" por Marilyn Manson - "MMMBop" por Hanson - "Sex and Candy" por Marcy Playground - "Closing Time" por Semisonic - "W.A.Y. Moby Polka" por "Weird Al" Yankovic |
| 8     | "Your Horoscope for Today" (Seu horóscopo para Hoje)                              | 3:59    | third-wave ska                                             | Sobre o horóscopo, fazendo previsões humorísticas e desagradáveis. Nesta faixa, há as participações especiais de Tavis Werts no trompete e Dan Regan no trombone (ex-membro e membro, respectivamente, da banda de ska Reel Big Fish. |
| 9     | "It's All About the Pentiums" (É Tudo Sobre Os Pentiums)                          | 3:34    | "It's All About the Benjamins (Rock Remix)" por Puff Daddy | Uma canção no estilo nerdcore sobre um geek amante de computação proclamando a sua superioridade tecnológica sobre os demais. |
| 10    | "Truck Drivin's Song" (Canção de Direção de Caminhões)                            | 2:27    | Original                                                   | Documenta um motorista de caminhão fazendo o que ele faz melhor enquanto se transveste. |
| 11    | "Grapefruit Diet" (Dieta de Toranja)                                              | 3:30    | "Zoot Suit Riot" por Cherry Poppin' Daddies                | Sobre uma pessoa com sobrepeso que experimenta uma nova dieta radical que só apresenta toranjas no cardápio. |
| 12    | "Albuquerque"                                                                     | 11:23   | The Rugburns                                               | A mais longa canção lançada por "Weird Al", é uma "narrativa de rock no estilo de The Rugburns, Mojo Nixon e George Thorogood", contando a história longa e bizarra de um rapaz que viaja para Albuquerque. |

## Formação
- "Weird Al" Yankovic - sintetizador, acordeão, voz, vocais
- Jim West - guitarra, banjo, vocais
- Marty Rifkin - pedal steel
- Steve Jay - baixo, vocais
- Rubén Valtierra – teclados
- Kim Bullard - teclados
- Jon "Bermuda" Schwartz - bateria, percussão, vocais
- Tom Evans - saxofone
- Joel Peskin - clarinete
- Tom Sauber - fiddle
- Dan Regan - trombone
- Bill Reichenbach Jr. - trombone
- Lee Thornberg - trombone, trompete
- Warren Luening - trompete
- Tavis Werts - trompete
- Thomas "Snake" Johnson - tuba

| Críticas profissionais                                                      | Críticas profissionais |
| Avaliações da crítica                                                       | Avaliações da crítica  |
| Fonte                                                                       | Avaliação              |
| --------------------------------------------------------------------------- | ---------------------- |
| Allmusic                                                                    | [ 2 ]                  |
| Esta tabela precisa de ser acompanhada por texto em prosa. Consulte o guia. |                        |

## Paradas

### Álbum
| Ano  | Parada              | Posição |
| ---- | ------------------- | ------- |
| 1999 | The Billboard 200   | 16      |
| 1999 | Top Canadian Albums | 16      |
| 1999 | Top Internet Albums | 3       |